# John Moffitt (Leichtathlet)
John Moffitt (* 12. Dezember 1980 in Winnsboro, Louisiana) ist ein ehemaliger US-amerikanischer Weitspringer. 
Sein Durchbruch kam bei den Meisterschaften der National Collegiate Athletic Association 2004, bei denen er den Hallen- und den Freiluft-Titel (mit 8,40 m) gewann. Eine weitere Steigerung glückte ihm bei den Olympischen Spielen in Athen, bei denen er mit 8,47 m die Silbermedaille hinter seinem Landsmann Dwight Phillips und vor Joan Lino Martínez (ESP) errang.
Seitdem konnte er nicht mehr an diese Leistungen anknüpfen.